# Émile Gilliard
Pour les articles homonymes, voir Gilliard.
Émile Gilliard, né à Malonne le 12 avril 1928 et mort à Liège le 23 mars 2023, est un écrivain belge de langue wallonne.

## Biographie
Émile Gilliard a passé son enfance et son adolescence à Moustier-sur-Sambre. Sa grand-mère paternelle résidait à Jemeppe-sur-Sambre, où il a vécu plusieurs années auprès d'elle ; sa famille maternelle, quant à elle, était originaire de Spy. Les grands parents de cet auteur ne parlaient que le wallon ; il l'a donc appris à leur contact. Il était fier de ces origines. Quant à sa vocation littéraire, Émile Gilliard l'attribue à la découverte d'un livre en wallon de Jules Pirot, vers ses douze ans.
Il a effectué l'essentiel de sa carrière à la bibliothèque des Comtes de Hainaut à Mons, en tant que bibliothécaire, puis en tant que directeur. Auparavant, il a été enseignant au Collègue du Sacré-Cœur de Profondeville, de 1954 à 1957, puis a été employé comme secrétaire, jusqu'en 1959. Il prend sa retraite en 1993.

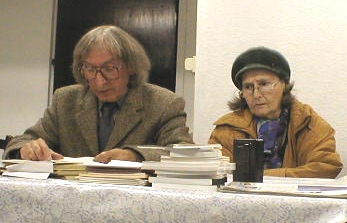
Émile Gilliard et son épouse Jeanine Schmitz lors d'une réunion du cercle wallon Li Cwèrneû à Huy en 2002.

Il épouse Jeanine Schmitz le 27 novembre 1957. Elle est le sujet d'un grand nombre de ses poèmes, et en particulier du dernier recueil inédit paru du vivant de l'auteur, Zouprale. Sauvageonne (2022). Son frère, Fernand Gilliard, est peintre ; c'est lui qui a réalisé l'illustration de couverture de Dès djins à paurt.
Émile Gilliard est l'auteur de nombreux recueils de poèmes comme Chîmagrawes (wa) (1955), Pâtërs po tote one sôte di djins (1959), Vias d’mârs´ (wa) (1961), Rukes di tëre (1966), Li dêrène saison (1976), Sillicose valley et tchökmwâr (1989), Vicadje (1992). En poésie, il se considère comme un « disciple proche » de Jean Guillaume.
Ses efforts dans cette veine sont très tôt remarqués. En 1959, il obtient le Prix de littérature wallonne de la Ville de Liège pour son deuxième recueil et, en 1965, il est finaliste du Prix biennal de littérature wallonne, qui est finalement remis à Géo Libbrecht pour la période 1958-1963. Par la suite, il devient membre du jury du Prix de littérature wallonne de la Ville de Liège.
Également auteur de proses, il a notamment traduit en wallon le roman Collines de Jean Giono sous le titre Su lès tiènes.
Il a reçu le Prix triennal de l'œuvre en prose en 1996 et le Prix triennal de poésie en 2005. En 2000, il publie Conjugaison et lexique de 5000 verbes wallons (wa) et, en 2008, il obtient le Prix de philologie pour son Dictionnaire wallon. Niyau d' ratoûrnûres èt d' mots walons d'après Moustî èt avaur la (wa).
Il collabore notamment aux périodiques littéraires Les Cahiers wallons et micRomania.
Maurice Piron a sélectionné des œuvres poétiques d'Émile Gilliard dans les deux anthologies qu'il dédie à la littérature wallonne : Poètes wallons d’aujourd’hui (1961), et Anthologie de la littérature dialectale de Wallonie (1979). Des poèmes de Gilliard ont été édités en russe par Evgueni Vinokourov (Из современной бельгийской поэзии. Пер. с фр., флам., валлонского, 1965) et en anglais par Yann Lovelock (en) (The Colour of the Weather. An anthology of walloon poetry, 1980).
Émile Gilliard est inhumé à Moustier-sur-Sambre, le village dont il est originaire.

### Rôle au sein de sociétés littéraires
Émile Gilliard est reçu comme membre des Rèlîs Namurwès en 1953,. À deux reprises, en 1963 et en 2009[réf. nécessaire], il obtient la cocarde décernée au membre ayant fourni le travail le plus méritoire au cours de l'exercice écoulé.
Il est reçu comme membre titulaire de la Société de langue et de littérature wallonnes en 1977. En 1995, il en est élu président ; il occupe cette fonction de 1996 à 1998,.

## Analyse de l'œuvre

### Le poète engagé
Considérant les recueils Chîmagrawes, Pâtêrs po tote one sôte di djins, Li Dêrène saison et Silicose Valley & Tchōkmwâr, Marie-Thérèse Bettonville-Counet pointe la présence d'une critique sociale dans la poésie de Gilliard. À cet égard, elle insiste sur le désenchantement et la résignation qui traversent son œuvre :

« Désabusé et lucide, il puise sa matière dans la réalité douloureuse de la classe ouvrière exploitée. Il clame, dans des visions lancinantes, son désenchantement face à la destruction de la vraie vie passée et la résignation de l'homme soumis à la facilité. Il faut oser revenir à l'essentiel, à l'humain, aspirer quand même à dépasser la routine embourbée, continuer inexorablement le jeu de l'existence. »

Selon Jean Guillaume, le thème central de Pâtêrs po tote one sôte di djins est « la haine du simulacre ». Il juge à cet égard Gilliard plus sévère que Franz Dewandelaer, qui a également exploité ce thème en poésie wallonne. Dans ce recueil, le poète dénonce « les pharisiens, les nantis » et venge « leurs victimes, les pauvres, […] les meurtris, ceux qui n'ont pas eu de chance, […] ceux qu'un mauvais coup, parce qu'ils avaient faim, a conduits en prison, et qui sont purs ». Guillaume juge, de ce fait, qu'« il est peu de littérature aussi noire ».
En 1982, Willy Bal constate la même veine sociale dans le recueil N'alez nin dîre qu'i baure ! et la compare également à celle rencontrée chez Franz Dewandelaer. Il relève dans ce recueil des critiques de la « longue peine de l'exploité » et de la « domination anonyme de l'argent », qu'il met en avant pour justifier le ton général de l'œuvre :

« La poésie d'Emile Gilliard est pleine de cris de révolte, de sanglots retenus, de ricanements réprimés, elle gronde parfois de colère, elle grince des dents, elle serre les poings. »

Depuis le décès d'Émile Gilliard, les critiques qui s'intéressent à son œuvre pointent toujours le caractère engagé de sa poésie,. Ainsi, en 2023, à l'occasion de la réédition du recueil Bokèts po l’ dêrène chîje, un critique met en évidence « deux veines majeures de l’œuvre gilliardienne » : le questionnement sur l’homme et son environnement et la défiance envers l’exploiteur, en communion avec tous les exploités.

### Le prosateur ancré en Basse-Sambre
La quasi totalité de la prose narrative d'Émile Gilliard est située dans la région de Moustier-sur-Sambre, en Basse-Sambre. La localité fictive de Rodjimont y occupe une place importante.
Julien Noël (wa), son successeur à la Société de langue et de littérature wallonnes, estime que, dans l'œuvre en prose de Gilliard, l'expression personnelle qu'on retrouve en poésie s'efface. En effet, le sujet est d'abord un cadre de vie et ses habitants, qui constituent un « monde en voie de disparition ». Noël note que Gilliard exploite ce cadre littéraire « sans sentimentalisme et sans jugement pour ses pairs et pour ses devanciers » et relève également la présence d'une perspective écologiste.
Ce cadre littéraire est en relation directe avec la trame narrative :

« le Rodjimont d’Émile Gilliard est une localité intranquille. Ce n’est pas une caricature figée dans un temps incertain, c’est l’archétype des villages wallons, de Basse-Sambre et d’ailleurs, qui ont basculé vers une nouvelle ère vers l’époque où l’auteur sortait lui-même de l’enfance. […] En créant le petit univers de Rodjimont, Émile Gilliard va spécialement s’intéresser à ses marges — ses personnages habitent sur des crêtes ou au pied de tiennes… Ce n’est pas anodin : c’est l’occasion de s’intéresser à la psychologie des derniers touchés par le progrès […], mais aussi de mettre en scène quelques dangers de l’isolement, dans un monde qui devient plus menaçant chaque jour. »

De par cet attrait pour le thème de l'isolement et l'influence de Jean Giono, quelques nouvelles d'Émile Gilliard relèvent du réalisme magique.

## Réception critique
Le premier recueil de poésie d'Émile Gilliard, Chîmagrawes (1955), fait l'objet d'une réception favorable : « On sent chez lui le désir d'évasion propre à la jeunesse inquiète d'aujourd'hui. Il use d'une langue vierge et ferme, de rythmes vigoureux et suggestifs. » Dès ces débuts, une influence de Jean Guillaume est remarquée. Guillaume lui-même, dans un texte daté de 1975, émet une appréciation positive de Chîmagrawes et du talent qu'y déploie Gilliard, dont il souligne alors la jeunesse : « un recueil adolescent, gauche et beau, inégal mais riche de sève, et dont le déséquilibre même nous touche comme s'il plaidait pour un poète qui ne s'est pas toujours trouvé. »
Considérant le recueil Pâtêrs po tote one sôte di djins, paru quatre ans plus tard, Jean Guillaume estime que Gilliard a atteint la maturité poétique : « La sensibilité, subjuguée, passe au service de l'idée. Moins chatoyant, le recueil durcit son unité : il dit, plus qu'il ne chante, et il dit très fort. »
En 1965, le jury du Prix biennal de littérature wallonne émet aussi une appréciation positive sur ce troisième recueil :

« M. Gilliard est poète, indiscutablement. Son meilleur recueil, Pâtërs po tote one sôte di djins, a été fort apprécié par le jury.
Toutes les ressources du wallon de Moustier-sur-Sambre, dialecte de M. Gilliard, y sont maîtrisées et contribuent à donner à une pensée claire, à une chaude sensibilité, à une belle imagination, du relief et de l'éclat. Le vers, sans s'assujettir totalement aux normes classiques, est toujours mesuré et coule sans effort. Il transmet au lecteur une poésie aux accents profondément humains. Considérant ces qualités, le jury souhaite voir M. Gilliard persévérer dans la poésie dialectale et serait heureux si des mérites aussi incontestables pouvaient recevoir leur récompense. »

Le travail de lexicographe d'Émile Gilliard a aussi fait l'objet d'une réception positive. En 2011, le linguiste Jean Germain a qualifié son Dictionnaire wallon de « nouveau monument de la lexicographie namuroise ».

## Prix et distinctions
- 1951 : Prix Chîjes èt pasquéyes de Vers l'Avenir[32]
- 1952 : Prix Joseph-Durbuy de la Ville de Huy[32]
- 1953 : admission à la société des Rèlîs Namurwès
- 1953 : Prix du journal Nosse Pèron[32]
- 1956 : 1er prix de prose et 3e prix de poésie au concours spécial du Xe anniversaire de Chîjes èt pasquéyes[29]
- 1959 : Prix de littérature wallonne de la Ville de Liège, pour Chîmagrawes et ses autres œuvres poétiques[32],[33]
- 1969 : 1er prix du 60e anniversaire des Rèlîs Namurwès (catégorie Poésie) pour un recueil inédit, Li cinquyin.me saîzon[34]
- 1970 : Prix du Gouvernement pour Rukes di têre[32],[35]
- 1977 : admission à la Société de langue et de littérature wallonnes, en tant que successeur d'Auguste Laloux
- 1980 : Prix Georges Michaux de la Ville de Namur, pour N'alez nin dîre qu'i baure ![32],[36]
- 1996 : Prix triennal de l'œuvre en prose de la Fédération Wallonie-Bruxelles (ex-æquo avec Laurent Hendschel), pour On vî fuzik èruni èt sacants-ôtès paskèyes et À chîjes trawéyes
- 2005 : Prix triennal de poésie de la Fédération Wallonie-Bruxelles, pour Bokèts po l' dêrène chîje
- 2008 : Prix biennal de philologie de la Fédération Wallonie-Bruxelles, pour Dictionnaire wallon. Niyau d' ratoûrnûres èt d' mots walons d'après Moustî èt avaur la
- 2023 : finaliste de l'Espiègle de poésie en langue régionale, pour Zouprale[37]

## Œuvres
N.B. : à la suite d'évolutions dans les conventions orthographiques adoptées par l'auteur, certains sons sont marqués « ê » dans les premières éditions, et « ë » dans les secondes éditions. C'est notamment le cas pour les titres Pâtêrs po tote one sôte di djins et Rukes di têre. L'auteur justifie ce choix dans son article « Le wallon tel qu'on le parlait à Moustier » :

« Nous possédons également à Moustier un son è long (proche de â très ouvert ou de in) : fiêr ‘fer’, tchêr ‘cher’, poûssêre ‘poussière’, notamment. On le retrouve également dans les verbes conjugués comme ètèrer, intrer où le son è est suivi d'une syllabe avec e muet : on l'ètêrerè, nos-intêrerans, i mostêreront. Il est typique de notre entité. Pour permettre au lecteur de le distinguer facilement, en practicien régional que je suis, je l'écris ë, graphie que j'ai adoptée pour mon dictionnaire et dans mes œuvres les plus récentes. »

### Poésie
- Chîmagrawes (wa), Moustier-sur-Sambre, éd. Imprimerie Léonard, 1955, 64 p.
- Al craye dèl vîye, 1959, 16 p.
- Pâtêrs po tote one sôte di djins, Namur, éd. Imprimerie Servais, 1959, 40 p.

- Vias d’mârs´ (wa), Namur, éd. Lès Rèlîs Namurwès, 1961, 30 p.

- Rukes di têre, Mons, éd. de Diffusion du livre wallon, coll. « La poémathèque wallonne », no 1, 1966, 36 p.

- Li Dêrène saison, Liège, éd. Société de langue et de littérature wallonnes, coll. « Littérature dialectale d’aujourd’hui », no 2, 1976, 44 p.
- N'alez nin dîre qu'i baure ! (Carmina Walonica I) (wa), Namur, éd. Lès Rèlîs Namurwès, 1981, 16 p.

- Silicose Valley & Tchōkmwâr, Liège, éd. Société de langue et de littérature wallonnes, coll. « Littérature dialectale d’aujourd’hui », no 20, 1989, 51 p.
- Paurt èt r'vindje (wa), Namur, éd. Lès Rèlîs Namurwès, 1990, 20 p.

- Pâtêr po nosse payis walon, éd. Union culturelle wallonne, 1990, 15 p.
- À ipe. Limites (wa), préface de Jean-Marie Pierret, Mons, éd. de Diffusion du livre wallon, coll. « La poémathèque wallonne », no 4, 1992, 72 p.

- Li navia dèl pîrète, Mons, éd. de Diffusion du livre wallon, coll. « La poémathèque wallonne », no 5, 1992, 40 p.
- Vicadje, Mons, éd. de Diffusion du livre wallon, 1992, 48 p.
- Frûts, Namur, éd. Lès Rèlîs Namurwès, 1993

- Come dès gayes su on baston et autres poèmes (wa), Namur, éd. Lès Rèlîs Namurwès, 1995, 16 p.

- Crèchinces, Namur, éd. Lès Rèlîs Namurwès, 1998, 24 p.

- Pâtërs po tote one sôte di djins, Vias d’ mârs et Rukes di tëre, Liège, éd. Dîre èt scrîre è walon, 2001, 106 p.
- Bokèts dèl dêrène chîje : Skèrnaches, Plomions, Crèchinces (wa), Liège, éd. Dîre èt scrîre è walon, 2004, 90 p.

- Wayemadje (wa), Liège, éd. Société de langue et de littérature wallonnes, coll. « Littérature dialectale d’aujourd’hui », no 38, 2013  (ISBN 978-2-930505-16-9)
- Céncante powézîyes rèlîtes foû d’ mès scriyadjes (wa), Liège, éd. Dîre èt scrîre è walon, 2010, 62 p.
- On-èsté dins vos-ouy et Noste Ârcadîye da nos-ôtes, Liège, éd. Dîre èt scrîre è walon, 2011, 46 p.

- Zouprale. Sauvageonne (wa), Charleroi, éd. CROMBEL, coll. « micRomania », no 37, 2022, 56 p.  (ISBN 978-2-931107-05-8)
- Su lès spales do novia djoû (wa), Bruxelles, éd. Fédération Wallonie-Bruxelles, Service général des Lettres et du Livre, coll. « Fureur de Lire », 2022, 24 p.  (ISBN 978-2-930964-75-1)

### Prose
- Rodjimont, paskéyes di todi, récits en prose, 1991, 144 p.

- A chîjes trawéyes (wa), recueil de nouvelles, Namur, éd. Lès Rèlîs Namurwès, 1996, 20 p.

- On vî fuzik èruni èt sacants-ôtès paskèyes, Liège, éd. Société de langue et de littérature wallonnes, coll. « Littérature dialectale d’aujourd’hui », no 29, 1997, 56 p.
- Dèl Ruwane au Bwès Djilèt (wa), recueil de nouvelles, Namur, éd. Lès Rèlîs Namurwès, 2000, 36 p.

- Dès djins à paurt, recueil de nouvelles, Liège, éd. Dîre èt scrîre è walon, 2001, 80 p.

- Lès djoûs racoûtichenut. Ratûzadjes dèl dêrène bèguène di Goyèt (wa), roman, Liège, éd. Dîre èt scrîre è walon, 2002, 115 p.
- Lès coméres dèl coû èt sacants paskéyes, recueil de nouvelles, 70 p.
- Paskéyes d’ avaur ci (wa), Charleroi, éd. CROMBEL, coll. « micRomania », no 19, 2009, 328 p.

- Su lès trîs dès Golètes (wa), roman, Liège, éd. Dîre èt scrîre è walon, 2011, 82 p.
- S’apinse Seûr Lidîye. Nouveaux ratûzadjes dèl dêrène bèguène di Goyèt (wa), Liège, éd. Dîre èt scrîre è walon, 2014, 97 p.
- Dèviè l'an carante. Sovenances rassërcîyes (wa), Liège, éd. Société de langue et de littérature wallonnes, coll. « Littérature dialectale d’aujourd’hui », no 40, 2017, 109 p.

### Essais
- L'Œuvre poétique wallonne de Franz Dewandelaer (1909-1952) (coécrit avec Yvan Dewandelaer, Émile Lempereur & Jean-Marie Pierret), Liège, éd. Société de langue et de littérature wallonnes, coll. « Mémoire wallonne », no 7, 2003, 76 p.
- Le Centième anniversaire des Rèlîs namurwès (coécrit avec Joseph Dewez, Jean Germain & Bernard Louis), Liège, éd. Société de langue et de littérature wallonnes, coll. « Mémoire wallonne », no 14, 2011, 128 p.  (ISBN 978-2-930505-10-7)
- Défense et promotion de la langue wallonne, Liège, éd. Dîre èt scrîre è walon, 2013, 160 p.
- Hommage à Gabrielle Bernard (1893-1963) (coécrit avec Bernard Louis), Liège, éd. Société de langue et de littérature wallonnes, coll. « Mémoire wallonne », no 20, 2018, 94 p.  (ISBN 978-2-930505-26-8)

### Ouvrages philologiques
- Conjugaison et lexique de 5000 verbes wallons. Wallon central. Parler de Moustier-sur-Sambre (wa), Liège, éd. Dîre èt scrîre è walon, 2000, 240 p.
- Dictionnaire wallon. Niyau d' ratoûrnûres èt d' mots walons d'après Moustî èt avaur la (payis d' Nameur) (wa), Liège, éd. Dîre èt scrîre è walon, 2007, 690 p.
- Complément au Dictionnaire wallon, Liège, éd. Dîre èt scrîre è walon, 2012, 112 p.
- Spots èt ratoûrnûres. Proverbes et expressions typiques du wallon de Moustier-sur-Sambre (wallon central) (wa), Charleroi, éd. CROMBEL, coll. « micRomania Lingva », no 10, 2019, 239 p.  (ISBN 978-2-930364-84-1)

### Traductions
- Su lès tiènes (wa), trad. de Collines de Jean Giono, Mons, éd. de Diffusion du livre wallon, 1991, 144 p.

- Lès mots dè pèpère da Félicyin, trad. de Lès meots du Pèpère Félicien de Daniel Barbez, Bruxelles, éd. Fédération Wallonie-Bruxelles, Service général des Lettres et du Livre, coll. « Lès bab'lutes », no 1, 2010, 38 p.